# Rung chuông vàng
Rung chuông vàng là một cuộc thi kiến thức dành cho sinh viên các trường đại học tại Việt Nam. Chương trình do Đài Truyền hình Việt Nam (VTV) thực hiện dựa trên format gốc có tên 도전! 골든벨 (Thử thách chuông vàng, tiếng Anh: Golden Bell Challenge) phát sóng trên kênh KBS1 (Hàn Quốc). Tập đoàn công nghệ thực phẩm Orion là nhà tài trợ chính trong suốt thời gian phát sóng. Chương trình được phát sóng trên truyền hình từ ngày 4/9/2006 đến hết ngày 9/12/2012.
Ban đầu cuộc thi này dành cho các sinh viên trong cùng một trường đại học thi đấu loại với nhau, về sau chuyển sang hình thức thi đấu giữa hai trường đại học, vẫn với hình thức trả lời câu hỏi đấu loại để tìm ra người trụ lại cuối cùng. Sang năm 3 và 4, phần thi chỉ dành cho một trường đại học (như năm 1) nhưng mỗi trường sẽ có 2 người vào chung kết năm. Riêng năm 4 thì ở mỗi trường, chương trình sẽ cho một chủ đề khác nhau trong 10 câu hỏi đầu (trừ cuộc thi năm), từ câu 11 trở đi sẽ là kiến thức chung dưới dạng câu hỏi dữ kiện, hình ảnh hoặc clip.
Tính đến thời điểm lên sóng lần đầu tiên, đây là trò chơi truyền hình có số người tham dự trực tiếp đông thứ hai tại Việt Nam với 100 người (sau Đấu trường 100 với 101 người).

## Luật chơi
Mỗi cuộc thi có tất cả 100 người chơi tham gia. Các thí sinh ngồi vào một sàn thi đấu hình vuông kích thước 10x10m (có đánh số từ 1 cho tới 100) và được phát bảng trắng, bút dạ và khăn lau. 
Trong cuộc chơi, sau khi nhận được câu hỏi, thí sinh viết vào bảng câu trả lời của mình; trả lời đúng được ở lại sàn thi đấu, ngược lại thí sinh sẽ bị loại và phải rời khỏi sàn thi đấu. Thí sinh còn sót lại cuối cùng được vinh danh là người xuất sắc nhất. Người trả lời đúng câu hỏi cuối cùng trở thành người thắng cuộc, được rung chuông vàng và nhận giải thưởng tiền mặt trị giá 30.000.000 đồng (trận chung kết là 40.000 USD trong 5 năm đầu tiên và 500.000.000 đồng ở năm thứ 6).

### Các loại câu hỏi đặc biệt
Ngoài các câu hỏi thông thường, tại một số thời điểm sẽ xuất hiện các câu hỏi đặc biệt. Chúng gồm có:
- Câu hỏi tình huống: Thí sinh sẽ được theo dõi một đoạn phim tình huống do các diễn viên không chuyên thực hiện và trả lời câu hỏi. Trong mỗi chương trình có tất cả 2 đoạn phim tình huống, tương ứng với 2 câu hỏi.
- Câu hỏi tiếng Anh: Câu hỏi này là cuộc gặp mặt giữa các thí sinh và ông Khalid Muhmood, giám đốc Tổ chức Giáo dục và Đào tạo Apollo Việt Nam. Giải thưởng tiền mặt của câu hỏi tiếng Anh sẽ được trao cho người xuất sắc nhất trong chương trình với trị giá là 4.800.000 đồng ở vòng loại và 5.000.000 đồng ở trận chung kết (trước năm thứ 3 là 3.500.000 đồng ở vòng loại và 4.000.000 đồng ở trận chung kết).
- Việt Nam của tôi: Câu hỏi về những địa danh, danh nhân lịch sử,... tại Việt Nam. Giải thưởng cho câu hỏi này là một chuyến du lịch trị giá 4.000.000 đồng (năm đầu tiên và chung kết năm thứ 2 là 3.000.000 đồng, năm thứ 3 là 6.000.000 đồng, năm thứ 4 là 5.000.000 đồng).
- Tủ sách của bạn: Câu hỏi liên quan đến nội dung của cuốn sách đã được chuẩn bị sẵn, yêu cầu thí sinh phải đọc kỹ nội dung của cuốn sách. Câu hỏi này tồn tại đến hết năm thứ 3.
- Câu hỏi cuối cùng: Trong câu hỏi này, thí sinh còn lại được phép chọn 1 trong 5 gói câu hỏi: Hiểu biết chung, Khoa học tự nhiên, Nghệ thuật, Văn học và Lịch sử (riêng năm thứ 4 là 3 dạng câu hỏi hình ảnh, đồ vật và con số, năm thứ 5 là 3 gói câu hỏi Khoa học tự nhiên, Khoa học xã hội và Hiểu biết chung). Sàn thi đấu sẽ được trải thảm đỏ và thí sinh sẽ bước lên thảm qua những bậc thang để tới với chiếc chuông vàng. Thí sinh sẽ ngồi dưới chuông để trả lời câu hỏi này. Đại diện của trường hoặc người dẫn chương trình sẽ là người đọc và nêu ra câu trả lời của câu hỏi. Trả lời đúng câu hỏi cuối cùng, thí sinh sẽ trở thành người chiến thắng chung cuộc với quyền được rung chiếc chuông vàng. Trong trường hợp còn lại nhiều người chơi, họ vẫn sẽ tiếp tục ngồi ở vị trí tương ứng trên sàn thi đấu để trả lời câu hỏi cuối cùng, đồng thời chủ đề sẽ được lựa chọn ngẫu nhiên hoặc các thí sinh sẽ thỏa thuận để chọn một chủ đề; nếu trả lời chính xác thì họ sẽ được chia đều giải thưởng và cùng được rung chiếc chuông vàng. Ở năm thứ 6 thì chủ đề sẽ bị giấu đi. Tất cả người chơi sẽ không được cứu trợ ở câu hỏi này.

### Cứu trợ
Có 2 hình thức cứu trợ:
- Khi đến phần cứu trợ, các thầy cô giáo sẽ tham gia một trò chơi nhỏ. Sau đó, thầy cô sẽ bốc lá thăm để quyết định hệ số nhân của số điểm đạt được và đó chính là số thí sinh được quay trở lại sàn thi đấu.
- Khi chỉ còn lại 1 thí sinh duy nhất ở chặng 2 thì thí sinh đó sẽ có bảng cứu trợ. Khi gặp một câu hỏi cần giúp đỡ, thí sinh sẽ giơ bảng cứu trợ lên; các khán giả, thầy cô và 99 người bị loại sẽ ném những chiếc máy bay giấy chứa những câu trả lời ra sàn thi đấu. Thí sinh dựa vào những chiếc máy bay giấy đó để quyết định câu trả lời. Quyền này chỉ được sử dụng 1 lần (trừ câu cuối cùng).

### Cơ cấu giải thưởng
Sau mỗi trận thi, tùy thuộc vào số câu hỏi mà thí sinh đã trả lời chính xác, sẽ có giải thưởng tương đương dành cho một hay nhiều thí sinh còn lại. Cơ cấu giải thưởng như sau:

#### Năm thứ 1
| Mốc câu hỏi  | Vòng loại      | Chung kết      |
| ------------ | -------------- | -------------- |
| Trước câu 20 | 5.000.000 VNĐ  | 25.000.000 VNĐ |
| 20 đến 24    | 10.000.000 VNĐ | 35.000.000 VNĐ |
| 25           | 15.000.000 VNĐ | 45.000.000 VNĐ |
| 26           | 16.000.000 VNĐ | 50.000.000 VNĐ |
| 27           | 17.000.000 VNĐ | 55.000.000 VNĐ |
| 28           | 18.000.000 VNĐ | 60.000.000 VNĐ |
| 29           | 20.000.000 VNĐ | 70.000.000 VNĐ |
| 30           | 30.000.000 VNĐ | 40.000 USD     |

#### Năm thứ 2 đến năm thứ 6
| Vòng         | Vòng loại      | Vòng loại      | Vòng loại      | Vòng loại      | Chung kết      | Chung kết      | Chung kết       |
| Mốc câu hỏi  | Năm 2          | Năm 3-4        | Năm 5          | Năm 6          | Năm 2          | Năm 3-5        | Năm 6           |
| ------------ | -------------- | -------------- | -------------- | -------------- | -------------- | -------------- | --------------- |
| Trước câu 15 | 5.000.000 VNĐ  | 5.000.000 VNĐ  | 5.000.000 VNĐ  | 5.000.000 VNĐ  | 35.000.000 VNĐ | 25.000.000 VNĐ | 20.000.000 VNĐ  |
| 15           | 15.000.000 VNĐ | 15.000.000 VNĐ | 15.000.000 VNĐ | 10.000.000 VNĐ | 45.000.000 VNĐ | 35.000.000 VNĐ | 25.000.000 VNĐ  |
| 16           | 16.000.000 VNĐ | 16.000.000 VNĐ | 16.000.000 VNĐ | 12.000.000 VNĐ | 50.000.000 VNĐ | 40.000.000 VNĐ | 30.000.000 VNĐ  |
| 17           | 17.000.000 VNĐ | 17.000.000 VNĐ | 17.000.000 VNĐ | 14.000.000 VNĐ | 55.000.000 VNĐ | 45.000.000 VNĐ | 35.000.000 VNĐ  |
| 18           | 18.000.000 VNĐ | 18.000.000 VNĐ | 18.000.000 VNĐ | 16.000.000 VNĐ | 60.000.000 VNĐ | 50.000.000 VNĐ | 40.000.000 VNĐ  |
| 19           | 20.000.000 VNĐ | 20.000.000 VNĐ | 19.000.000 VNĐ | 20.000.000 VNĐ | 70.000.000 VNĐ | 60.000.000 VNĐ | 50.000.000 VNĐ  |
| 20           | 30.000.000 VNĐ | 30.000.000 VNĐ | 30.000.000 VNĐ | 30.000.000 VNĐ | 40.000 USD     | 40.000 USD     | 500.000.000 VNĐ |

## Tổng quan các năm

### Năm thứ nhất
- Sàn thi đấu: Trong những số đầu tiên, sàn thi đấu có màu xanh dương - trắng, sau chuyển thành xanh lá - vàng.
- Các yếu tố trên sân khấu: Trong hai năm đầu, đằng sau chuông là tấm pano lớn chia làm nhiều sọc màu, mỗi sọc màu có ghi các khẩu hiệu gồm: "Trụ thật lâu!", "Rung chuông mau!" và "Hỏi nhiều câu!".
- Số người tham dự: 100 người chơi đến từ 1 trường đại học (được mời) tham dự.
- Cứu trợ: Mỗi trường cử ra 10 giáo viên để tham gia phần cứu trợ. Khi thấy cần cứu trợ, các thầy cô sẽ giơ tấm bảng có hình chiếc phao. Nếu đại diện bốc được một số từ 3 đến 10 thì số thí sinh được quay lại hiện trường bằng số điểm mà các thầy cô ghi được nhân với con số ghi trong lá thăm đã bốc. Nếu bốc được lá thăm có chữ "Tất cả" thì tất cả người chơi bị loại sẽ quay lại sàn thi đấu.
- Số câu hỏi: Chương trình năm thứ nhất có tất cả 30 câu hỏi. Câu hỏi Việt Nam của tôi nằm ở câu hỏi số 20, câu quyết định 2/3 chặng đường. Tuy nhiên, từ năm thứ 2 luật được thay đổi chỉ còn 20 câu hỏi, câu hỏi "Việt Nam của tôi" từ chung kết năm thứ 2 nằm ở câu hỏi số 15.
- Gala Rung chuông vàng 2007: Là chương trình giao lưu giữa các sinh viên, gồm 4 phần thi: Thiết kế bảng, Thử làm thầy cô cứu trợ, Thể hiện trước sân khấu và Góp ý cho chương trình.

#### Chung kết Rung chuông vàng 2007
Trận Chung kết được diễn ra tại Văn Miếu - Quốc Tử Giám, gồm 100 sinh viên đến từ 50 trường đại học tham dự. Phần cứu trợ được diễn ra sau câu hỏi số 15 với sự góp mặt của 50 thầy cô đến từ 50 trường.
Chương trình đã phải hoãn lại nhiều lần vì trời mưa to khiến máy phát điện bị hỏng, trường quay mất điện, ảnh hưởng đến thiết bị âm thanh, ánh sáng. Vì sự cố này nên chương trình đã ghi hình trong thời gian "kỷ lục" với 10 tiếng 15 phút, từ 17 giờ ngày 9 tháng 8 năm 2007 đến 3 giờ 15 phút ngày 10 tháng 8 năm 2007.
Chương trình được phát sóng trên VTV3 vào 21 giờ ngày 27 tháng 8 năm 2007.

#### Người thắng cuộc
Đây là danh sách người thắng cuộc trong năm thứ nhất (ở lại sàn thi đấu và trả lời đúng câu hỏi số 30) trong chương trình:
- Thí sinh Nguyễn Thái Huy (Đại học Y Dược Thành phố Hồ Chí Minh) trong vòng loại.
- Thí sinh Lê Trung Đạo (Đại học Bách khoa Hà Nội) trong trận chung kết.[2]

### Năm thứ hai
Sau 6 tuần tạm dừng ghi hình và 4 tuần tạm dừng phát sóng, Rung chuông vàng đã ghi hình trở lại từ ngày 21 tháng 9 năm 2007 và phát sóng trở lại từ ngày 1 tháng 10 năm 2007 với những thay đổi như sau:
- Số người tham dự: Ở năm thứ hai, có 2 trường đại học được mời tham dự. Vì vậy, mỗi trường sẽ cử ra 50 sinh viên tham dự. Trên sàn thi đấu, 50 thí sinh của mỗi trường được sắp xếp thành hai bên dựa theo màu áo cử nhân được mặc: đỏ và xanh.
- Cứu trợ: Mỗi trường cử ra 5 thầy cô tham gia phần cứu trợ. Sau câu hỏi số 10 hoặc khi trên sàn thi đấu không còn thí sinh nào, các thầy cô sẽ tham gia phần cứu trợ. Hai đại diện của hai trường sẽ bốc thăm. Số thí sinh được quay lại sàn thi đấu bằng tổng của hai số được ghi trong hai lá thăm nhân với số điểm mà các thầy cô đạt được.
- Số câu hỏi: Chương trình năm thứ hai đã giảm đi 1/3 số câu hỏi so với năm thứ 1, tức là chỉ còn 20 câu hỏi. Câu hỏi Việt Nam của tôi là câu hỏi giao lưu, xuất hiện sau khi các thầy cô đã cứu trợ, mỗi trường sẽ đóng một vở kịch và đưa ra câu hỏi đố 50 thí sinh của trường kia. Vì mang tính chất giao lưu, nên số thí sinh bị loại không ảnh hưởng đến phần chơi của mỗi trường và không được tính là một trong 20 câu hỏi của chương trình. Trường nào còn nhiều thí sinh hơn sẽ chiến thắng và nhận phần thưởng 3 triệu đồng.
- Gala Rung chuông vàng 2008: Được tổ chức ở công viên Bách Thảo (Ba Đình, Hà Nội). 100 thí sinh được chia thành 5 đội để tham gia 4 phần thi: Trại sáng tạo, trại ấn tượng, trại khỏe và trại thông thái. Thành phần ban giám khảo của Gala Rung chuông vàng 2008 gồm nhà báo Lại Văn Sâm, ca sĩ Hồng Nhung và cố nhạc sĩ - ca sĩ Trần Lập.

#### Chung kết Rung chuông vàng 2008
Được tổ chức tại Văn Miếu - Quốc Tử Giám (Hà Nội) với sự tham gia của 100 sinh viên. Các thí sinh áo đỏ và xanh được xếp ngồi xen kẽ lẫn nhau như bàn cờ vua.
Chương trình được phát sóng trên VTV3 vào 22 giờ ngày 6 tháng 10 năm 2008.

#### Người thắng cuộc
Chương trình đã ghi nhận được 6 thí sinh vượt qua được tất cả 20 câu hỏi và rung được chuông vàng trong vòng loại năm thứ 2. Nhà vô địch trong chung kết năm thứ 2 là Vũ Quang Phát đến từ Trường Đại học Điện lực, khi vượt qua 18 câu hỏi.

### Năm thứ ba
- Ở năm thứ ba, chương trình chỉ có 1 trường đại học được mời tham dự. Nhưng thay vì mặc áo cử nhân như hai năm trước, các thí sinh sẽ chuyển sang áo đồng phục đỏ và trắng, chỉ khi còn 1 thí sinh ở chặng 2 thì thí sinh mới mặc áo cử nhân. Các thí sinh cũng không ngồi trên sàn thi đấu mà đứng trên một bục đứng gồm 100 chỗ.
- Sàn thi đấu chuyển từ xanh lá - vàng thành đỏ - trắng và được áp dụng cho tới năm cuối cùng. Với việc sân khấu được thay đổi, sàn thi đấu được cắt bớt và chỉ còn mang tính tượng trưng.

#### Chung kết Rung chuông vàng 2009
Trận chung kết năm thứ ba được tổ chức tại Văn Miếu - Quốc Tử Giám vào tối ngày 13 tháng 9 năm 2009 và phát sóng vào 10 giờ sáng Chủ nhật ngày 11 tháng 10 năm 2009 với sự tham gia của 102 sinh viên, do có 4 người chơi của Trường Đại học Ngoại thương cùng rung được chuông vàng trong 1 cuộc thi vòng loại. Các thí sinh ngồi trở lại trên sàn thi đấu như trước đây.

#### Người thắng cuộc
Điều bất ngờ đã xảy ra khi có tới 2 người chơi cùng rung được chuông vàng (cùng trả lời đúng câu thứ 20) là Nguyễn Nguyễn Thái Bảo (Trường Đại học Y Dược, Đại học Huế, á quân Đường lên đỉnh Olympia năm thứ 5) và Nguyễn Thị Bích Hồng (Học viện Tài chính). Vì vậy, phần thưởng trị giá 40.000 USD của trận chung kết đã được ban tổ chức chia đều cho cả hai.

### Năm thứ tư
- Ở năm thứ tư, chương trình tiếp tục chỉ mời 1 trường đại học tham dự và các thí sinh sẽ tiếp tục ngồi trên sàn thi đấu. Tuy nhiên, mỗi ô trên sàn thi đấu sẽ có một cái bàn để thí sinh để bảng trên đó.
- Sân khấu được thiết kế lại với biểu tượng Khuê Văn Các màu đỏ ở phía sau chuông.
- Các hình thức cứu trợ cũng có sự đổi mới:
  - Với hình thức thầy cô cứu trợ: Mỗi trường cử 5 thành viên tham gia đội cứu trợ, nhưng các thành viên đó sẽ không chơi một trò chơi vận động như trước đây mà thay vào đó sẽ dự đoán số người chơi bị loại ở mỗi câu hỏi. Đội cứu trợ được tặng trước 100 điểm trước khi bắt đầu dự đoán. Sau khi các thí sinh viết câu trả lời ở mỗi câu hỏi, đội cứu trợ sẽ dự đoán là có bao nhiêu thí sinh bị loại khỏi sàn thi đấu. Nếu chênh lệch bao nhiêu so với con số đúng thì bị trừ bấy nhiêu điểm. Nếu đội cứu trợ đoán đúng thì điểm số sẽ trở lại con số 100. Kết thúc chặng 1, số thí sinh được cứu trợ sẽ tương ứng với số điểm còn lại của đội cứu trợ.
  - Với hình thức dùng quyền trợ giúp: Thay vì phóng máy bay giấy, khi thí sinh dùng quyền trợ giúp này, thí sinh sẽ bốc thăm lựa chọn 3 trong số 99 người chơi bị loại và họ sẽ đưa ra đáp án để trợ giúp cho thí sinh.

#### Chung kết Rung chuông vàng 2010
Cũng giống như các năm trước, trận chung kết năm này được tổ chức tại Văn Miếu - Quốc Tử Giám vào ngày 21 tháng 9 năm 2010 với sự tham gia của 100 sinh viên. Điểm đặc biệt là cách cứu trợ dành cho các thầy cô bằng trò chơi vận động đã quay trở lại.

#### Người thắng cuộc
Gala và số cuối cùng của năm thứ 4 lên sóng trong 2 tuần liên tiếp (17 và 24 tháng 10 năm 2010) với chiến thắng của Nguyễn Vũ Phong đến từ Trường Đại học Khoa học Tự nhiên, Đại học Quốc gia Thành phố Hồ Chí Minh, đồng thời là người chơi của chương trình Đấu trường 100, sau khi đạt tới mốc câu hỏi số 18. Đây cũng là lần đầu tiên có một thí sinh miền Nam giành được chiến thắng trong trận chung kết. Năm thứ 4 ghi nhận được 3 thí sinh vượt qua được tất cả các câu hỏi của chương trình, bao gồm 1 thí sinh đến từ Trường Đại học Ngoại ngữ, Đại học Quốc gia Hà Nội và 2 thí sinh đến từ Trường Đại học Ngoại thương cơ sở II.

### Năm thứ năm
Sau 1 tuần tạm dừng phát sóng, Rung chuông vàng đã phát sóng trở lại vào ngày 7 tháng 11 năm 2010 với những thay đổi như sau:
- Số lượng người tham gia trong chương trình giống như năm thứ 2. Trên sàn thi đấu, các thí sinh được sắp xếp thành hai bên dựa theo màu áo đồng phục.
- Phần cứu trợ dành cho các thầy cô và thí sinh từng có ở 3 năm đầu được áp dụng trở lại.
- Nếu sau chặng 1 mà vẫn còn thí sinh trên sàn thi đấu, sẽ có giải thưởng trị giá 1 triệu đồng dành cho 1 hoặc nhiều thí sinh còn lại.

#### Chung kết Rung chuông vàng 2011
Cũng giống như các năm trước, trận chung kết năm này được tổ chức tại Văn Miếu - Quốc Tử Giám vào ngày 19 tháng 10 năm 2011 với sự tham gia của 100 sinh viên.

#### Người thắng cuộc
Gala và số cuối cùng của năm thứ 5 cũng đã lên sóng trong 2 tuần liên tiếp (30 tháng 10 và 6 tháng 11 năm 2011) với chiến thắng của Bùi Hồng Đức đến từ Trường Đại học Đà Lạt sau khi đạt tới mốc câu hỏi số 17. Năm thứ 5 ghi nhận được 2 thí sinh vượt qua được tất cả các câu hỏi của chương trình.

### Năm thứ sáu
Sau 5 tuần tạm ngừng phát sóng, chương trình đã quay trở lại và phát sóng trên VTV9 từ ngày 18 tháng 12 năm 2011, nhưng với phiên bản dành cho học sinh Trung học phổ thông thay vì sinh viên đại học như khi VTV3 phát sóng.

## Người dẫn chương trình
- Diệp Chi (4/9/2006 - 7/8/2011)
- Lại Bắc Hải Đăng (4/9/2006 - 11/10/2009)
- Hồng Phúc (1/11/2009 - 13/6/2010, 29/8/2010 - 12/6/2011)
- Trần Ngọc (20/6/2010 - 22/8/2010, 19/6/2011 - 7/8/2011)
- Khắc Cường - Thủy Tiên (14/8/2011 - 6/11/2011)
- Minh Châu (18/12/2011 - 9/12/2012)
- Nguyên Khang (18/12/2011 - 15/1/2012)
- Anh Duy (22/1/2012 - 9/12/2012)

## Phát sóng

### Phát chính
- 21:00 thứ 2 (4 tháng 9, 2006 - 31 tháng 12, 2007)
- 22:00 thứ 2 (7 tháng 1, 2008 - 6 tháng 10, 2008)
- 10:00 Chủ nhật (19 tháng 10, 2008 - 9 tháng 12, 2012)

### Phát lại
- 07:00 thứ 3 trên VTV3, 17:00 thứ 3 hoặc thứ 4 trên VTV4 (theo khung giờ các nước)
- Trên các kênh khu vực của VTV (VTV Đà Nẵng[5], VTV Huế[5], VTV Cần Thơ, VTV9 (Tp. Hồ Chí Minh))

### Tạm ngừng ghi hình, phát sóng hoặc thay đổi khung giờ phát sóng
Trong suốt thời gian phát sóng, chương trình đã có nhiều lần phải tạm dừng hoặc thay đổi việc ghi hình và khung giờ phát sóng theo kế hoạch, chủ yếu do bị trùng vào thời điểm diễn ra các sự kiện đặc biệt. Các chương trình bị hoãn được phát sóng trở lại vào tuần kế tiếp. Cụ thể:

#### Tạm ngừng phát sóng
- Ngày 9/6/2008, do trùng với thời điểm truyền hình trực tiếp trận đấu trong Euro 2008, trong đó VTV có bản quyền phát sóng.
- Ngày 14/7/2008, do trùng với buổi tường thuật cuộc thi Hoa hậu Hoàn vũ 2008.
- Ngày 11/9/2011, do trùng với lễ Quốc tang Nguyên Chủ tịch Hội đồng Nhà nước Võ Chí Công.
- Trong các giai đoạn từ ngày 3/9/2007 - 24/9/2007, 18/10/2009 và 25/10/2009, 31/10/2010 và từ ngày 13/11/2011 đến 11/12/2011.

#### Thay đổi kế hoạch ghi hình
- Trong trận chung kết năm thứ nhất, chương trình đã phải kéo dài thời gian ghi hình đến 03:15 ngày 10/8/2007 vì thời tiết xấu khiến máy phát điện bị hỏng, trường quay mất điện và ảnh hưởng đến thiết bị âm thanh, ánh sáng.

#### Thay đổi giờ phát sóng do trùng với sự kiện đặc biệt
- Chuyển giờ phát sóng số ngày 1/1/2007 sang 22:10, do trùng với thời điểm diễn ra lễ trao giải Trí tuệ Viêt Nam 2007.
- Chuyển giờ phát sóng số ngày 8 tháng 10 năm 2007 sang 22:05, do trùng với thời điểm diễn ra trận đấu giữa Việt Nam và UAE tại vòng loại World Cup 2010.
- Chuyển giờ phát sóng số ngày 31/12/2007 sang 22:30, do trùng với cầu truyền hình trực tiếp Nối vòng tay lớn.
- Do trùng với thời điểm diễn ra trận chung kết Đường lên đỉnh Olympia các năm thứ 9, 10 và 11, chương trình thay đổi giờ phát sóng các số ngày 17/5/2009, 13/6/2010 và 19/6/2011 sang 13:00.

## Giải thưởng
| Năm  | Giải thưởng                                | Hạng mục                          | Kết quả   | Tham khảo |
| ---- | ------------------------------------------ | --------------------------------- | --------- | --------- |
| 2007 | Liên hoan Truyền hình toàn quốc lần thứ 26 | Chương trình trò chơi truyền hình | Giải Vàng | [ 6 ]     |

## Ảnh hưởng
Do sự thành công của Rung chuông vàng, nhiều trường Tiểu học, Trung học cơ sở, Trung học phổ thông, Đại học,... cũng đã tự tổ chức các cuộc thi, ngoại khóa lấy tên là "Rung chuông vàng", với cách thức chơi tương tự như trên truyền hình.

## Phiên bản quốc tế
- Tại Hàn Quốc, phiên bản gốc của chương trình, độ tuổi tham dự cũng như năm thứ 6 tại Việt Nam, phát sóng trên kênh KBS1, tuy nhiên luật chơi khá khác biệt so với Việt Nam với 50 câu hỏi. Tính đến nay đã có hơn 120 người chiến thắng.
- Tại Thái Lan, chương trình có tên là Digital LG Quiz - Golden Bell do LG tài trợ, độ tuổi thi cũng như trên, với giải thưởng tối đa là 3.000.000 baht.